# Forus Open
Le Forus Open, devenu Scandic løpet en 2013, était une course hippique de trot attelé se déroulant au début du mois de mai sur l'hippodrome de Forus (no), près de Stavanger (Norvège).
Le Forus Open était une course de Groupe I avant 2013, réservée aux chevaux de 3 à 12 ans, mais aussi une étape du Grand Circuit européen de trot avant la suppression de cette épreuve en 2012.
Elle se court sur la distance de 1 600 mètres (2 040 mètres de 2013 à 2015), départ à l'autostart. À partir de 2013, la course se voit rétrogradée au rang de groupe II, son allocation largement revue à la baisse (510 000 NOK dont 300 000 pour le vainqueur en 2017), avant d'être supprimée du calendrier en 2018.

## Palmarès
| Année                      | Vainqueur        | S/A  | Pays       | Réd.km | Père             | Driver             | Deuxième          | Troisième         |
| -------------------------- | ---------------- | ---- | ---------- | ------ | ---------------- | ------------------ | ----------------- | ----------------- |
| 2017                       | Bruno Di Quattro | M.9  | Pays-Bas   | 1'11"6 | Broadway Hall    | Frode Hamre        | Punk              | Sejr Gammelsbæk   |
| 2016                       | Winnercredit     | H.9  | États-Unis | 1'12"1 | Credit Winner    | Frode Hamre        | Mr. X.F. Royal    | Explosive Lane    |
| 2015                       | Papagayo E.      | M.6  | Norvège    | 1'11"7 | Coktail Jet      | Vidar Hop          | Hitchcock         | Thai Broadway     |
| 2014                       | Support Justice  | M.5  | Norvège    | 1'11"8 | Kadabra          | Geir V. Gundersen  | I'm The Answer    | Deuxième Picsous  |
| 2013                       | Noras Bean       | M.8  | Suède      | 1'12"8 | Super Arnie      | Stefan Söderkvist  | Mr XF Royal       | I'm The Answe     |
| Éditions classées Groupe I |                  |      |            |        |                  |                    |                   |                   |
| 2012                       | Commander Crowe  | H.9  | Suède      | 1'11"6 | Juliano Star     | Christophe Martens | Neo Holmsminde    | Winmecredit       |
| 2011                       | Torvald Palema   | M.10 | Suède      | 1'10"9 | Alf Palema       | Åke Svanstedt      | Unforgettable     | Renommée d'Obret  |
| 2010                       | Torvald Palema   | M.9  | Suède      | 1'10"9 | Alf Palema       | Åke Svanstedt      | Lisa America      | Oceano Nox        |
| 2009                       | Torvald Palema   | M.8  | Suède      | 1'10"7 | Alf Palema       | Åke Svanstedt      | Nimrod Borealis   | Adrian Chip       |
| 2008                       | L'Amiral Mauzun  | M.9  | France     | 1'10"5 | Bon Conseil      | Jean-Michel Bazire | Scarlets Aino     | Digger Crown      |
| 2007                       | Jetstile         | M.6  | Norvège    | 1'11"3 | Coktail Jet      | Jörgen Westholm    | Thai Tanic        | Kool du Caux      |
| 2006                       | Victory Tilly    | H.11 | Suède      | 1'12"1 | Quick Pay        | Stig Johansson     | Lill Adolf        | Steinlager        |
| 2005                       | Steinlager       | M.7  | Norvège    | 1'11"5 | Good As Gold     | Per Oleg Midtfjeld | Magnetic Power    | Thai Tanic        |
| 2004                       | Steinlager       | M.6  | Norvège    | 1'11"9 | Good As Gold     | Per Oleg Midtfjeld | Tag The Devil     | Magnetic Power    |
| 2003                       | Tout Ou Rien     | H.6  | Suède      | 1'12"5 | Flying Irishman  | Johnny Takter      | Norvelous Hanover | Sugarcane Volo    |
| 2002                       | Fridhems Ambra   | F.5  | États-Unis | 1'14"1 | Pale Amber       | Stefan Söderkvist  | Revenue           | Giesolo de Lou    |
| 2001                       | Egon Lavec       | M.5  | Suède      | 1'13"2 | Navaki           | Lennart Forsgren   | Atom Tess         | Dream Valley Om   |
| 2000                       | Blue Fighter     | M.7  | Norvège    | 1'12"5 | Laddie Blue Chip | Olav Mikkelborg    | Gill's Victory    | News From Heaven  |
| 1999                       | Rite on Line     | M.8  | Suède      | 1'11"4 | Supergill        | Atle Hamre         | Baron Pepper      | Asgaya            |
| 1998                       | Mostly Super     | F.5  | États-Unis | 1'14"3 | Supergill        | Steen Juul         | Rudolf Le Ann     | Foot Bowl         |
| 1997                       | Gentle Star      | M.5  | Norvège    | 1'14"3 | Speedy Tomali    | Gunleif Tollefsen  | Rite on Line      | Bicycle           |
| 1996                       | B.Cor Pete       | H.7  | Canada     | 1'13"3 | Balanced Image   | Olle Goop          | Rudolf Le Ann     | Playmate          |
| 1995                       | Copiad           | M.6  | Suède      | 1'12"5 | Texas            | E.Bergløf          | Piccolo Diavolo   | Bicycle           |
| 1994                       | Ina Scot         | F.5  | Suède      | 1'13"7 | Allen Hanover    | Kjell P. Dahlström | Bicycle           | Campo Ass         |
| 1993                       | Shan Rags        | M.6  | Norvège    | 1'13"3 | Horton           | Noralf Braekken    | Zoot Spin         | Campo Ass         |
| 1992                       | Laser Almahurst  | M.9  | États-Unis | 1'15"3 | Florida Pro      | Atle Hamre         | Zoot Spin         | Incredible Crafts |
| 1991                       | Mr Moxy          | M.6  | Norvège    | 1'14"4 | Idéal du Gazeau  | Boye Ölstören      | Miss Divas Crown  | Hypersonic        |
| 1990                       | Rex Rodney       | M.10 | Norvège    | 1'14"  | Doctor Rodney    | Kjell Håkonsen     | Nealy Lobell      | Lord Quick        |
| 1989                       | Rex Rodney       | M.9  | Norvège    | 1'13"6 | Doctor Rodney    | Kjell Håkonsen     | Siggy Star        | Lord Roy F.       |
| 1988                       | Callit           | M.7  | Suède      | 1'13"1 | Tibur            | Karl O. Johansson  | Yankee Renegade   | Hambler F         |
| 1987                       | Rex Rodney       | M.7  | Norvège    | 1'13"7 | Doctor Rodney    | Kjell Håkonsen     | Scott Iran        | Lord Roy F.       |
| 1986                       | Rex Rodney       | M.6  | Norvège    | 1'14"3 | Doctor Rodney    | Kjell Håkonsen     | Quiggin           | Elizar H.         |